# Friedhelm Hinze
Friedhelm Hinze (* 4. August 1931 in  Hetzdorf; † 5. Februar 2004 in Berlin) war ein deutscher Slawist, Kaschubologe und Baltist.

## Leben
Hinze studierte 1951–55 Slawistik an der Humboldt-Universität zu Berlin. Dem Studium folgte eine Stelle am Institut für Slawistik der Akademie der Wissenschaften zu Berlin (nach 1969 Zentralinstitut für Sprachwissenschaft). 1961 promovierte Hinze zum Thema Die deutschen Lehnwörter im Pomoranischen (Kaschubischen).

## Monografien
- Die deutschen Lehnwörter im Pomoranischen (Kaschubischen). 1961.
- Wörterbuch und Lautlehre der deutschen Lehnwörter im Pomoranischen (Kaschubischen). 1965.
- Die Schmolsiner Perikopen.1967.
- Altkaschubisches Gesangbuch. 1967.
- Herausgabe und Fortführung des Pomoranischen Wörterbuches. 1958–1983.